# 40 Cal.
40 Cal., właściwie Calvin Alan Byrd (ur. 31 sierpnia 1981 w Nowym Jorku) – amerykański raper, członek zespołu hip-hopowego The Diplomats.

## Dyskografia

### Albumy studyjne
| Albumy            |                 |                 | |    |
| 8 sierpnia, 2006  | Broken Safety   | Diplomat        | - Top R&B/Hip-Hop Albums #81                                                                                             | US |
| 11 września, 2007 | Broken Safety 2 | Diplomat, Koch  | - Billboard 200 #151 - Top Heatseekers #3 - Top Independent Albums #20 - Top R&B/Hip-Hop Albums #27 - Top Rap Albums #12 | US |
| 5 sierpnia, 2008  | Mooga           | Gold Dust Media | |    |

### Mixtape'y
- 2006: 40 to Life
- 2006: Trigger Happy
- 2007: Trigger Happy 2
- 2007: 40 to Life Part 2
- 2008: The Yellow Tape
- 2008: Leader of the New School
- 2008: Dip Masters
- 2009: New Jack (Da Carter After Nino, Like New)
- 2010: Trigganometry
- 2011:  God's Gift to an iPod
- 2012:  Watch The Chrome